# Oldersumer Puppenspölers
Oldersumer Puppenspölers ist der Name eines vor allem in Ostfriesland bekannten Puppentheaters, das nach seinem Heimatort Oldersum benannt ist.
Gegründet wurde die Bühne 2007 von Petra Hölzemann-Brands, mit den Zielen, die Traditionen des klassischen Handpuppentheaters weiterzuführen, die Verwendung der plattdeutschen Sprache zu fördern und für junge Zuschauer ein Einstiegserlebnis in den Bereich „Theater“ zu schaffen. Gleichzeitig definierte sich die Bühne als „Benefiz-Bühne“, die soziale und kulturelle Programme und Aktionen unterstützt. Die Arbeit der „Puppenspölers“ kommt hauptsächlich Organisationen zugute, die sich um kranke oder bedürftige Kindergruppen kümmern, spannt aber einen weiten Bogen von internationalen Hilfsprojekten bis hin zur Förderung der Restaurierung eines historischen Waagegebäudes (Oldersum) und der Rohlfs-Orgel der Nicolai-Kirche (Rorichum). Dies ist ein im ostfriesischen Raum einmaliges Konzept, das zunehmend mediale Aufmerksamkeit erhält. Das Ensemble wurde 2016 mit dem Niedersachsenpreis für Bürgerengagement ausgezeichnet.

## Künstlerisches Schaffen
Das Handpuppenspiel der „Oldersumer Puppenspölers“ in der traditionellen Guckkastenbühne lehnt sich an die Spielweise der Hohnsteiner an. Im Mittelpunkt der Kasperstücke steht der Hohnsteiner Kasper, der mit Witz, Humor, Phantasie und der Hilfe seiner Freunde Probleme und Schwierigkeiten löst, ohne jedoch den moralischen Zeigefinger zu heben. Ihm zur Seite steht sein treuer Freund Jan Hinnerk Jansen, der als konstanter Plattdeutsch-Sprecher zur regionalen Sprachförderung beiträgt.
Schon 2008 löste sich die Gruppe vom Konzept der Hohnsteiner, nur verschiedenfarbige Vorhänge als Hintergründe einzusetzen, und begann, gemalte Kulissen zu verwenden. Seit 2010 wirkt daran auch der Bühnenmaler Uwe Zimmermann vom Theater an der Luegallee in Düsseldorf mit („Der verhexte Weihnachtsbaum“, „Die gestohlene Großmutter“, „Frau Holle“).
Die Spieltexte der Puppenbühne schreibt Petra Hölzemann-Brands, entweder als selbst entwickelte Geschichten oder nach Literaturvorlagen und Märchen. Sie sorgt – oft in Kooperation mit regionalen Chören oder Instrumentalgruppen – auch für musikalische Untermalung oder komponiert eigene Musik zu den Puppenspielen („Der Zauberspiegel“, „Moormanntjes Glück“, „Is Teetied!“, "Die Bremer Stadtmusikanten").
Die „Oldersumer Puppenspölers“ verwenden Handpuppen, Klappmaulpuppen, Stabfiguren und Flachfiguren. Einige der Charaktere wurden von der Oldersumer Malerin Elke Deuber geschaffen. Im Gegensatz zu den Puppen des Hohnsteiner Ensembles sind ihre Figurentypen kaschiert oder modelliert.

## Ensemble
- Puppenspielerinnen: Elke Deuber (2007–2015), Jessica Deuber (2008–2010), Petra Hölzemann-Brands (seit 2007), Maike van Dettum (2007–2017), Christel Wilden (seit 2007), Erika Zimmermann (2010–2017), Petra Onnen (seit 2014), Klaas Onnen (2014), Rieke Zimmermann (2012), Barbara Petersen (seit 2014), Margareta Wermuth (seit 2017)
- Bühnentechnik: Ebbel Brands
- Gewandmeisterin: Gerda Speckmann (bis 2012)

## Auszeichnungen
Die Oldersumer Puppenspölers sind die einzige Benefiz-Puppenbühne Deutschlands. Das Ensemble wurde 2016 mit dem "Niedersachsenpreis für Bürgerengagement", 2017 mit dem "Innovationspreis der Bundesarbeitsgemeinschaft der Freiwilligenagenturen" ausgezeichnet und wurde 2017 für den "Deutschen Engagementpreis" nominiert.

## Inszenierungen
Jährlich werden mindestens zwei Produktionen erarbeitet, die sich an alle Altersgruppen wenden. Das Ensemble benutzt als feste Spielstätte das Klottjehus des Heimatvereins Oldersum, eine ehemalige Baptistenkirche, gibt aber auch gelegentlich Gastspiele.

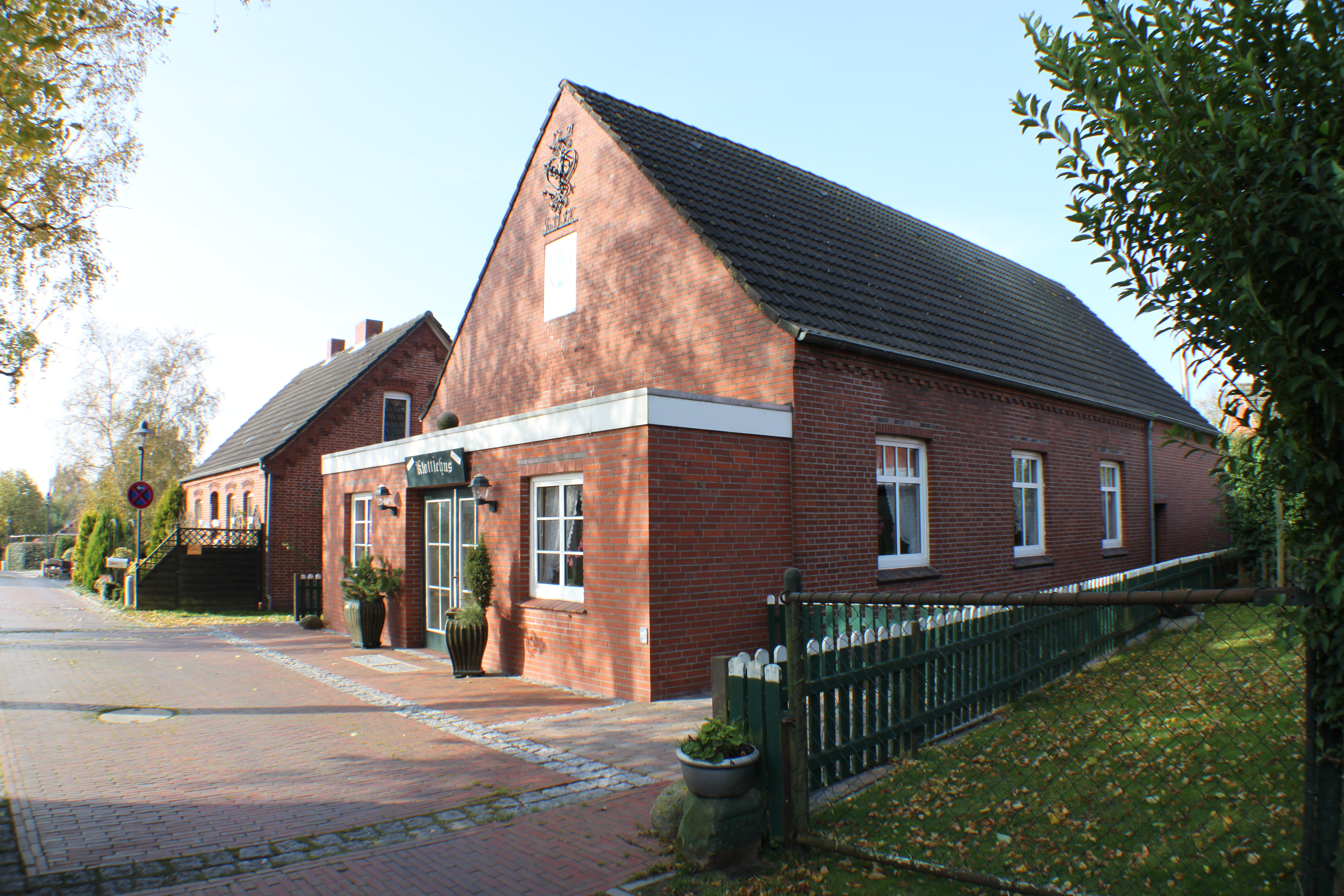
Oldersumer Klottjehus

- Kasperle hilft dem Nikolaus (2007)
- Vom Fischer un syner Fru (2008)
- Dornröschen (2008)
- Die gestohlene Großmutter (2009)
- Der verhexte Weihnachtsbaum (2009)
- Der Zauberspiegel (2010)
- Die Kiste / Alarm auf der Farm (2010)
- Elefanten zum Frühstück (2010)
- Kasperle und der KG (2011)
- Frau Holle (2011)
- Moormanntjes Glück (2011)
- Rumpelstilzchen (2012)
- Is Teetied! (2012)
- Die Gänsekönigin (2013)
- Aschenputtel (2014)
- Anderland (2014)
- Die magische Laute (2015)
- Der Apfeldieb (2016)
- Das verlorene Los (2016)
- Die Bremer Stadtmusikanten (2017)
- Hänsel und Gretel (2017)
- Wie weihnachtelt man? (2017)
- Dornröschen (Neufassung 2018)
- Tschüss, Oma Ele! (2019)
- Der Froschkönig (2019)

In Zusammenarbeit mit den Rheiderländern Filmfreunden hat die Gruppe bereits zwei DVDs gefilmt: Frau Holle und Rumpelstilzchen. Der Erlös ist für Benefizprojekte bestimmt.